# Nakskovs fæstning
Nakskovs fæstning er et fæstningsanlæg i Nakskov anlagt i midten af 1500-tallet under kong Christian 3.
Hvornår Nakskovs landbefæstning, Byvolden, stammer fra, kan der kun gisnes om. Men allerede da kong Christian 3. kom til Nakskov i 1539, ville byens borgere gerne have byen bedre befæstet, idet den var blevet plyndret flere gange, især af lybækkerne. Kongen gav tilladelse til at nedbryde Krogsbølle kirke, for at Nakskovs borgere kunne bruge materialerne til de nye byporte og fæstningen.
Den fæstning, der derefter blev bygget, ser umiddelbart ud til at være en forstærkning af den allerede eksisterende (men misligholdte) fæstning. Voldlinjens endepunkter blev forstærket med brohoveder. Volden gik fra Ølkarret (som nu er den nedre del af Nørrevold), og herefter fulgte den Nørrevold indtil stationen, hvor bastionen "Høie Kat" lå. Herefter gik den ned langs Nygade, Hollændergade og Kattesundet, hvorefter den sluttede ved Nybro.
Da denne vold igen (efter 100 år) var forældet, lykkeligvis uden at have skullet stå sin prøve, arbejdede Christian 4. på at forstærke volden. Arbejdet var af af national interesse, da Nakskov dengang var Danmarks 7. største by. I 1628 gik han i gang med at forstærke byens fæstning. Ved Nakskovs nuværende jernbanestation, der engang var byens nordligste grænse, anlagdes en stærk bastion ’Høie Kat’. Fra den kunne man beskyde fjenden på kryds og tværs ned ad Nørrevold og Nygade. Sydpå, ved Nybro, anlagdes også en stor bastion som fik navnet "Boel Findens Kat," ("Kat" er et gammelt dansk ord for et højt værk, anlagt i en bastion, ragende op over ildlinjen og tjenende til opstilling af skyts.)
Fæstningen og alle dens skanser (som blandt andet anlagdes på Færgelandet syd for Nakskov,) stod færdig ét år før svenskerne for første gang angreb byen i år 1658.
Der er i øvrigt mange ligheder mellem Nakskovs volde og Københavns volde, hvis man ser bort fra størrelsesforholdene. Både i København og Nakskov kan man nemt finde steder, hvor den gamle volds beliggenhed kan ses  på, hvordan gaderne er anlagt. Man kan også finde ligheder i grænserne for bykernernes snævre gader, der giver et godt indtryk af den gamle by inden for voldene, både i Nakskov og København.